# Coppa dell'Imperatrice 2014 (pallavolo)
La Coppa dell'Imperatrice 2014 si è svolta dal 10 al 14 dicembre 2014: al torneo hanno partecipato 24 squadre di club giapponesi e la vittoria finale è andata per la quarta volta, la terza consecutiva, alle Hisamitsu Springs.

## Regolamento
La competizione prevede che vi prendano parte 24 squadre. Sono previsti due fasi: nella prima si svolgono i primi due turni preliminari ed i quarti di finale, nella seconda si svolge la final 4. I club provenienti dalla V.Premier League scendono in campo solo da secondo turno.

## Partecipanti
| - Ageo Medics - Chukyo Daigaku - Denso Airybees - Ehime Club - Fukuoka Daigaku - Hisamitsu Springs - Hitachi Rivale - JA Gifu Rioreina | - JT Marvelous - Kanoya Taiiku Daigaku - Kashiwa Angel Cross - Kyōto Tachibana Daigaku - Nagasaki Kokusai Daigaku - NEC Red Rockets - Hiroshima Oilers - Okayama Seagulls | - PFU BlueCats - Sapporo Yamanote - Shōkei Gakuin - Tōkai Daigaku - Tōkyōtoshidaigaku Shiojiri - Toray Arrows - Toyota Queenseis - Tsukuba Daigaku |

## Torneo

### Primo turno
| 10 dicembre 2014 Tokyo Metropolitan Gymnasium, Tokyo Durata: ? - Spettatori: ? | Kashiwa Angel Cross     | 1 - 3 | Chukyo Daigaku             | 25-21, 23-25, 23-25, 16-25 |
| 10 dicembre 2014 Tokyo Metropolitan Gymnasium, Tokyo Durata: ? - Spettatori: ? | Ehime Club              | 1 - 3 | Kanoya Taiiku Daigaku      | 26-24, 19-25, 15-25, 17-25 |
| 10 dicembre 2014 Tokyo Metropolitan Gymnasium, Tokyo Durata: ? - Spettatori: ? | Hiroshima Oilers        | 3 - 0 | Tōkyōtoshidaigaku Shiojiri | 25-13, 25-16, 25-6         |
| 10 dicembre 2014 Tokyo Metropolitan Gymnasium, Tokyo Durata: ? - Spettatori: ? | Tsukuba Daigaku         | 0 - 3 | JT Marvelous               | 17-25, 19-25, 18-25        |
| 10 dicembre 2014 Tokyo Metropolitan Gymnasium, Tokyo Durata: ? - Spettatori: ? | PFU BlueCats            | 3 - 0 | Nagasaki Kokusai Daigaku   | 25-21, 25-16, 25-13        |
| 10 dicembre 2014 Tokyo Metropolitan Gymnasium, Tokyo Durata: ? - Spettatori: ? | Tōkai Daigaku           | 3 - 1 | JA Gifu Rioreina           | 25-27, 25-18, 25-21, 25-19 |
| 10 dicembre 2014 Tokyo Metropolitan Gymnasium, Tokyo Durata: ? - Spettatori: ? | Kyōto Tachibana Daigaku | 3 - 1 | Shōkei Gakuin              | 25-22, 25-16, 14-25, 25-21 |
| 10 dicembre 2014 Tokyo Metropolitan Gymnasium, Tokyo Durata: ? - Spettatori: ? | Fukuoka Daigaku         | 3 - 0 | Sapporo Yamanote           | 25-12, 25-12, 25-13        |

### Secondo turno
| 11 dicembre 2014 Tokyo Metropolitan Gymnasium, Tokyo Durata: ? - Spettatori: ? | Hisamitsu Springs | 3 - 0 | Chukyo Daigaku          | 25-15, 25-21, 25-15 |
| 11 dicembre 2014 Tokyo Metropolitan Gymnasium, Tokyo Durata: ? - Spettatori: ? | Ageo Medics       | 3 - 0 | Kanoya Taiiku Daigaku   | 25-19, 25-21, 25-17 |
| 11 dicembre 2014 Tokyo Metropolitan Gymnasium, Tokyo Durata: ? - Spettatori: ? | NEC Red Rockets   | 3 - 0 | Hiroshima Oilers        | 25-19, 25-20, 25-19 |
| 11 dicembre 2014 Tokyo Metropolitan Gymnasium, Tokyo Durata: ? - Spettatori: ? | Toyota Queenseis  | 0 - 3 | JT Marvelous            | 25-27, 20-25, 21-25 |
| 11 dicembre 2014 Tokyo Metropolitan Gymnasium, Tokyo Durata: ? - Spettatori: ? | Toray Arrows      | 3 - 0 | PFU BlueCats            | 30-28, 25-19, 25-23 |
| 11 dicembre 2014 Tokyo Metropolitan Gymnasium, Tokyo Durata: ? - Spettatori: ? | Hitachi Rivale    | 3 - 0 | Tōkai Daigaku           | 25-19, 25-23, 25-16 |
| 11 dicembre 2014 Tokyo Metropolitan Gymnasium, Tokyo Durata: ? - Spettatori: ? | Denso Airybees    | 3 - 0 | Kyōto Tachibana Daigaku | 25-14, 25-22, 25-21 |
| 11 dicembre 2014 Tokyo Metropolitan Gymnasium, Tokyo Durata: ? - Spettatori: ? | Okayama Seagulls  | 3 - 0 | Fukuoka Daigaku         | 25-23, 25-14, 27-25 |

### Quarti di finale
| 12 dicembre 2014 Tokyo Metropolitan Gymnasium, Tokyo Durata: ? - Spettatori: ? | Hisamitsu Springs | 3 - 2 | Ageo Medics      | 15-25, 23-25, 25-19, 25-18, 15-11 |
| 12 dicembre 2014 Tokyo Metropolitan Gymnasium, Tokyo Durata: ? - Spettatori: ? | NEC Red Rockets   | 3 - 0 | JT Marvelous     | 26-24, 25-23, 25-19               |
| 12 dicembre 2014 Tokyo Metropolitan Gymnasium, Tokyo Durata: ? - Spettatori: ? | Toray Arrows      | 2 - 3 | Hitachi Rivale   | 25-16, 23-25, 19-25, 25-22, 15-17 |
| 12 dicembre 2014 Tokyo Metropolitan Gymnasium, Tokyo Durata: ? - Spettatori: ? | Denso Airybees    | 0 - 3 | Okayama Seagulls | 18-25, 14-25, 13-25               |

### Semifinali
| 13 dicembre 2014 Tokyo Metropolitan Gymnasium, Tokyo Durata: ? - Spettatori: 1.500 | Hisamitsu Springs | 3 - 0 | NEC Red Rockets  | 25-19, 25-20, 25-20               |
| 13 dicembre 2014 Tokyo Metropolitan Gymnasium, Tokyo Durata: ? - Spettatori: 2.100 | Hitachi Rivale    | 3 - 2 | Okayama Seagulls | 31-29, 25-27, 23-25, 25-21, 15-10 |

### Finale
| 14 dicembre 2014 Tokyo Metropolitan Gymnasium, Tokyo Durata: ? - Spettatori: ? | Hisamitsu Springs | 3 - 0 | Hitachi Rivale | 25-19, 25-13, 25-23 |